# Półwysep Brosa
Półwysep Brosa (także: Półwysep Brossa) – potoczna nazwa półwyspu jeziora Solińskiego (ramię Kiczery Seredniej – 597 m n.p.m.) położony we wschodniej części akwenu, na południowy wschód od Bramy Teleśnickiej i Wyspy Skalistej (Chwiei), na terenie gminy Ustrzyki Dolne, w Górach Sanocko-Turczańskich. Od południa sąsiaduje z niewielką zatoką. 
Półwysep zbliżony kształtem do czworokąta. Na półwyspie znajduje się wieś Teleśnica Sanna, którą zamieszkuje jedna rodzina. Na brzegu znajdują się plaże. Na półwysep prowadzi jedna wąska droga od północy, z Teleśnicy Oszwarowej.
Nazwa półwyspu pochodzi od nazwiska Krzysztofa Brossa, który osiedlił się tutaj nielegalnie w latach osiemdziesiątych XX wieku. W momencie osiedlenia się teren nie należał do żadnej ze wsi i nie był przeznaczony do zamieszkania. Sam Bross twierdzi, że odmowa osiedlenia wynikała z tego, że uznano go za Ukraińca pragnącego powrócić z wysiedlenia – jego matka pochodziła ze Lwowa. Budynki stanowią gospodarstwo agroturystyczne. Jego przebudowa stanowiła temat projektu dyplomowego Jakuba Lazarowicza wykonany pod kierunkiem Rafała Mazura na Wydziale Budownictwa, Inżynierii Środowiska i Architektury Politechniki Rzeszowskiej.